# Bataille de Morelia
Expédition du Mexique
Batailles
- Fortín
- Las Cumbres
- 1er Puebla
- Barranca Seca
- Cerro del Borrego
- Tampico
- 2e Puebla
- Atlixco
- San Pablo del Monte
- San Lorenzo
- Totoapan
- Morelia
- Campeche
- Veranos
- Tacámbaro
- La Loma
- Parral
- Chihuahua
- Álamos
- Ixmiquilpan
- Bagdad
- Camargo
- Miahuatlán
- Carbonera
- Guayabo
- Villa de Álvarez
- San Jacinto
- Querétaro

La bataille de Morelia a lieu le 18 décembre 1863 lors de l'expédition du Mexique.

## Déroulement
Le 30 novembre 1863, la ville de Morelia est prise sans résistance par les troupes françaises. Ces derniers laissent ensuite leurs alliés mexicains commandés par le général Marquez pour occuper la ville. Le général républicain José López Uraga (es) rassemble alors 12 000 hommes et 38 canons et arrive en vue de Morelia le 17 décembre. Le 18, il passe à l'attaque. Les républicains parviennent jusqu'à la place centrale de la ville, mais les troupes de Marquez résistent vigoureusement et parviennent à repousser les assaillants.  
Dans les combats, le général Uraga aurait laissé 600 morts et 600 prisonniers. Marquez est grièvement blessé à la figure, et ses hommes déplorent de 45 morts et 48 blessés.